# Marie von Ebner-Eschenbach
Marie Freifrau von Ebner-Eschenbach, baronesa Marie von Ebner-Eschenbach (ur. 13 września 1830 we wsi Zdislavice k. Kromieryża, zm. 12 marca 1916 w Wiedniu) – pisarka austriacka. Dzięki swoim psychologicznym powieściom i opowiadaniom zaliczana jest – obok Ferdinanda von Saar – do najważniejszych pisarzy niemieckojęzycznych końca XIX wieku.

## Życiorys
Wywodziła się ze starej czeskiej szlachty. Urodziła się w zamku Zdislavice w pobliżu Kromieryża na Morawach na terenie obecnych Czech. Zmarła w Wiedniu w Austrii. Z domu hrabina Dubsky.

## Twórczość
Pisarstwo
Wcześnie objawiający się jej talent znalazł zachętę u Grillparzera. Zaczęła od dramatu Maria Stuart in Schottland (1860), wkrótce jednak przerzuciła się do noweli. Na jej pierwsze książki: baśń satyryczna Die Prinzessin von Banalien (1872), Erzehlungen (1875) i krótkie opowiadanie z życia ludu czeskiego Bożena (1876), gdzie zwrócono uwagę na wprowadzenie pogodnego obrazu z życia arystokracji austriackiej oraz Zwei Comtessen (1885). Odtąd sława jej wzrastała z każdą książką. Neue Erz/hlungen 1881; tutaj arcydzieła: Die Freiherren von Gemperlein przekład pol. Baronowie von Gemerlein 1881, Nach dem Tode przekład pol. Po śmierci 1883 i Lotti, die Uhrmacherin, Dorf- und Schlossgeschichten (1883), Margarete (1891), Das Sch/dliche. Die Totenwacht (1894), Rittmeister Brand. Betram Vogelweid (1896), Aus Sp/therbsttagen (1901, 2 t.), Agave (1903) i i.; powieści: Das Gemeindekind (1887, jej najważniejszy utwór), UnsŰhnbar (1890), Glaubenlos? (1893). Wydała nadto: Aphorismen (1880), Parabeln, Marchen und Gedichte (1892) i baśń Hirzepinzchen (1900), Gesammelte Schriften (1893–1901, 8 t., nowe wyd. 1920, 6 t.); po jej śmierci wydane Letzte Worte (1923).
Marie von Ebner-Eschenbach uchodzi za jedną z największych pisarek niemieckojęzycznych końca XIX wieku. W utworach swoich zajmowała się sprawami i zagadnieniami swojego czasu, głosiła ideę miłości ludzkiej, bez względu na narodowość i wyznanie. Głównym tematem jej powieści są problemy społeczne w monarchii austriacko-węgierskiej, stosunek dworu do wsi, szlachty do mieszczaństwa. Można w nich też znaleźć interesujące opisy typów ludzkich oraz zwierząt i ich psychiki.
Książki
- Aus Franzensbad, 1858
- Maria Stuart in Schottland, 1860
- Doctor Ritter, 1869
- Die Prinzessin von Banalien, 1872
- Das Waldfräulein, 1873
- Božena, 1875 (przedstawia w niej życie chłopów czeskich)
- Die Freiherren von Gemperlein, 1878
- Lotti, die Uhrmacherin, 1880
- Aphorismen, 1880
- Dorf- und Schloßgeschichten, 1883
- Krambambuli, 1883
- Zwei Comtessen, 1885
- Neue Dorf- und Schloßgeschichten, 1886 (m.in. Er laßt die Hand küssen) – w tym zbiorze występują zwłaszcza dwa opowiadania "galicyjskie" – "Jakob Szela" (historia Jakuba Szeli) i "Der Kreisphysikus").
- Das Gemeindekind, 1887
- Unsühnbar, 1890
- Glaubenslos?, 1893
- Aus Spätherbsttagen, 1901 (m.in. Der Vorzugsschüler)
- Meine Kinderjahre, 1906
- Er lasst die Hand küssen